# برهوفه (شهرداری یالتا)
برهوفه (به لاتین: Berehove) یک منطقهٔ مسکونی در اوکراین است که در شبه جزیره کریمه واقع شده‌است. برهوفه ۰٫۲۶۸۵ کیلومتر مربع مساحت و ۳۷۴ نفر جمعیت دارد و ۷۷ متر بالاتر از سطح دریا واقع شده‌است.